# Adrian Axinia
Adrian-George Axinia (n. 18 octombrie 1977, Focșani, Vrancea, România) este un politician și inginer român, ales europarlamentar în 2024 din partea partidului Alianța pentru Unirea Românilor (AUR). Din 2020 până în 2024, a fost membru al Camerei Deputaților.   

## Tinerețe și educație
Adrian-George Axinia s-a născut pe 18 octombrie 19877, la Focșani, reședința județului Vrancea, în Republica Socialistă România. Axinia a studiat la Universitatea Tehnică de Construcții Civile din București din 2006 până în 2011.

## Carieră arhitecturală
Din 2006 până în 2011, Axinia a ocupat funcția de director al companiei Ideal Proiect Architecture & Engineering SRL, iar între 2012 și 2016 a lucrat ca inginer în construcții civile, industriale și agricole în cadrul aceleiași companii. Între octombrie 2016 și noiembrie 2017, a fost expert în construcții la Ideal Inginerie și Arhitectură SRL.

## Carieră politică (2020–prezent)

Axinia cu George Simion la Bruxelles, 20 martie 2025

La alegerile parlamentare din 6 decembrie 2020, Axinia a fost ales deputat de Județul Prahova din partea partidului Alianța pentru Unirea Românilor (AUR), preluând mandatul pe 21 decembrie. În urma alegerilor pentru Parlamentul European în România din 9 iunie 2024, Axinia a obținut un mandat de europarlamentar din partea AUR, formațiune afiliată Grupului Conservatorilor și Reformiștilor Europeni, preluând oficial mandatul pe 16 iunie. Locul său rămas vacant în Senatul României a fost ocupat de Petre Pușcașu, numit de Plenul Camerei Deputaților pe 26 iunie, cu 210 voturi.
Adrian-George Axinia face parte din Comisia pentru transport și turism, Comisia de Petiții și este membru al Delegației pentru relațiile cu Palestina, al Delegației pentru relațiile cu India și al Delegației la Adunarea Parlamentară Euronest.
În  Parlamentul European, Axinia are o activitate dinamică. În primul an de mandat, a fost autorul din partea grupului ECR pentru raportul privind activitatea PETI din 2023. De asemenea, a fost desemnat raportor din umbră pentru două rapoarte foarte importante în cadrul TRAN: Transportul Animalelor și Documentele de înmatriculare ale vehiculelor și datele privind înmatricularea vehiculelor înregistrate în registrele naționale. A adresat în mod repetat întrebări Comisiei Europene pe mai multe subiecte stringente, de la situația economică și restructurarea companiei TAROM, până la prețul energiei și starea industriei auto ca urmare a implementării Pactului Ecologic European (Green Deal).